# Masmuda
Masmuda (Arabisk: المصمودة, berbisk: ⵉⵎⵙⵎⵓⴷⵏ) er en berbisk stammesammenslutning i Marokko og en af de største i Maghreb sammen med Zenata og Sanhaja. I dag svarer Masmuda-konføderationen stort set til brugerne af sproget Shilhas (Tachelhit) berbiske variant, hvorimod andre klaner har adopteret arabisk. 

## Historie
Masmudaerne bosatte sig i store dele af Marokko og var stort set fastboende og drev landbrug. Masmuda-aristokratiets residens var Aghmat i Atlasbjergene. Fra det 10. århundrede invaderede berberstammerne fra Sanhaja- og Zanata-grupperne Masmuda-landene, efterfulgt  af arabiske beduiner fra det 12. århundrede og frem. 
Ibn Tumart forenede Masmuda-stammerne i begyndelsen af det 12. århundrede og grundlagde Almohad-bevægelsen, som efterfølgende forenede hele Maghreb og Andalusien. 
På grund af  Banu Hilal (en) og Banu Ma'qil (en)  besættelsen af mange af deres tidligere lande i det 16. århundrede, var Masmuda hovedsageligt begrænset til de mere bjergrige områder af deres tidligere domæner.

## Inddelinger
Før  Banu Hilal ankom i slutningen af det 12. århundrede var Masmuda'erne hovedsageligt opdelt i tre de grupper: Ghumara i nord, Barghawata i den centrale del af Marokko og Masmuda i syd.
Den anonyme forfatter til værket Kitāb Mafāk̲h̲ir al-Barbar (groft oversat som "Berbernes herligheders bog"), kompileret i 1312, opregner understammerne af Masmuda som: Haha, Regraga, Warika (Ourika), Hazmira, Gadmiwa, Henfisa, Hezerga, Doukkala, Hintata, Maghous og Tehlawa.
I nord var Masmuda hovedsageligt en del af Ghumarastammen, der sammen med to mindre stammer er nævnt af forfatteren fra det 11. århundrede al-Bakri: Aṣṣada, bosatte sig mellem Ksar el-Kebir og Ouazzane, og en anden stamme der slog sig ned i nærheden af Ceuta.
I syd var de opdelt bredt i to grupper: Masmuda af sletterne nord for Atlasbjergene og Masmuda af bjergene. På sletterne var hovedgrupperne: Dukkala, Banu Magir, Hazmira, Ragraga og Haḥa. Bjergenes Masmuda besatte bjergområderne Høje Atlas og Antiatlas. Hovedgrupperne i Høje Atlas var (fra øst til vest): Glawa, Haylana (eller Aylana), Warika (eller Ourika), Hazraja, Aṣṣadan (inklusive Maṣṣadan, Maghous og Dughagha eller Banu Daghugh stammerne), Hintata (inklusive Ghayghaya stammen), Tinmals folk, Ṣawda (eller Zawda), Gadmiwa og Ganfīsa (inklusive Saksawa eller Saksiwa), Banu Wawazgit. I Anti-Atlas og Sous- regionerne omfattede Masmudastammerne: Saktana og Hargha. Andre stammer nævnes af forfatteren  al-Idrisi i det 12. århundrede, men deres navne er svære at tyde i de eksisterende manuskripter.
Ifølge historikeren Ibn Khaldun (1332- 1406) blev Haskura- eller Hasakira-gruppen, som i sidste ende var af Sanhaja-oprindelse og som også slog sig ned i Atlasbjergene, ofte forbundet med Masmuda på grund af deres støtte til Almohad-sagen. Deres vigtigste stammer var Zamrawa, Mughrana, Garnana, Ghujdama, Faṭwaka, Maṣṭawa, Hultana og Hantifa.